# Flerårige grøntsager
Flerårige grøntsager er spiselige grøntsagsplanter, der vokser og lever tre eller flere år. Fordelen er, at man ikke skal så år efter år (som ved et- eller toårige planter) og at de flerårige grøntsager danner en mere udbredt rodmasse, der er klar til at starte det nye års vækst efter vinteren.
Nogle eksempler er:
- Asparges er en velkendt grøntsagsstaude. Den kan lide fuld sol og lidt sandet jord. Der er andre stilke og skud, der kommer tilbage hvert år.
- Bambus. Bambusskud kan være svære at håndtere, hvis de løber hurtigt. Men den mest enkle måde at undgå at de spreder sig er simpelthen at spise skuddene.
- Rabarber, er en grøntsag der bruges som frugt. Den kan lide delvis skygge. De sure stilke kan gøres til syltetøj og bruges i tærter.
- Løg. Løg kræver kun lidt pasning.
- Rodfrugter.
- Nogle typer af grønkål.